# أكينوري إيتو
أكينوري إيتو (باليابانية: 江渡聡徳 ) (و. 1955  م) هو سياسي، ومحاضر، ومسؤول ياباني، ولد في تووادا، آوموري، هو عضوٌ في الحزب الليبرالي الديمقراطي الياباني.

## مناصب
تولى منصب عضو مجلس النواب من اليابان (منذ 22 أكتوبر 2017)
- وزير دفاع اليابان [الإنجليزية]‏ (3 سبتمبر 2014–24 ديسمبر 2014)
- عضو مجلس النواب من اليابان..

## التعليم
تعلم في جامعة نيهون، في تخصص كلية قانون ‏ (حتى مارس 1979)، وجامعة نيهون، في تخصص كلية الدراسات العليا ‏.